# Малик Тиао
Малик Лај Тиао (Дизелдорф, 8. август 2000) je немачки фудбалер који игра на позицији централног бека, штопера, а тренутно наступа за италијански Милан.. Током сезоне 2023/24. постао је стартни играч у постави Милана у штоперском тандему са Томоријем. 
У својој сениорској каријери, коју је започео 2021. године, Тиао је још наступао за немачки ФК Шалке 04 за који је забележио 57 наступа и постигао 3 гола,. Дебитовао је 7. марта 2020. године у првенством мечу против Хофенхајма.
Тиао је репрезентативац Немачке, а такође има и пасож Финске. Његов отац је из Сенегала, а мајка из Финске. Малик је још 2017. године добио позив Фиснке репрезентације до 17 година да се придружи овој репрезентацији.
Малик је први позив сениорске репрезентације Немачке добио марта 2023. године за утакмице против Перуа и Белгије, док је дебитански наступ уписао 16. јуна 2023. године у поразу Немачке од Пољске 1:0.